# آتشین ارغوانی
آتشین ارغوانی (نام علمی: Aethionema carneum) نام یک گونه از سرده آتشین است. جنس یا سردهٔ آتشین در ایران ۱۱ گونه گیاه علفی یک ساله و چند ساله دارد. آتشین ارغوانی یکی از این ۱۱ گونهٔ موجود در ایران است.